# Grote Scheldeprijs 2005
Il Grote Scheldeprijs 2005, novantunesima edizione della corsa, valido come evento dell'UCI Europe Tour 2005 categoria 1.HC, si svolse il 13 aprile 2005 per un percorso di 202 km. Fu vinto dall'olandese Thorwald Veneberg, che terminò la gara in 4h30'00".
Furono 76 in totale i ciclisti che portarono a termine il percorso.

## Ordine d'arrivo (Top 10)
| Pos. | Corridore         | Squadra         | Tempo    |
| ---- | ----------------- | --------------- | -------- |
| 1    | Thorwald Veneberg | Rabobank        | 4h30'00" |
| 2    | Tomas Vaitkus     | AG2R Prév.      | s.t.     |
| 3    | Simone Cadamuro   | Domina Vacanze  | a 4'39"  |
| 4    | Tom Boonen        | Quick Step      | a 4'41"  |
| 5    | Nico Eeckhout     | Ch. Jacques     | a 4'54"  |
| 6    | Steffen Radochla  | Wiesenhof       | s.t.     |
| 7    | Henk Vogels       | Davitamon       | s.t.     |
| 8    | Jurgen Van Loocke | Landbouwkrediet | s.t.     |
| 9    | Jukka Vastaranta  | Rabobank        | a 4'57"  |
| 10   | Jaroslav Zarebski | Intel-Action    | s.t.     |